# Egbert Otto

Egbert Otto

Egbert Otto (* 1. Oktober 1905 in Lichtenhagen, Ostpreußen; † 19. Oktober 1968 in Hamburg) war ein deutscher Politiker (NSDAP, Bund der Vertriebenen).

## Leben und Wirken
Egbert Otto wurde als Sohn einer katholischen Familie in Lichtenhagen geboren. Er besuchte von 1913 bis 1921 ein humanistisches Gymnasium in Allenstein. Anschließend absolvierte er von 1921 bis 1922 eine landwirtschaftliche Lehre auf dem Rittergut Tatarren im Kreis Darkehmen in Ostpreußen. 1923 besuchte er einen Kurs auf der Reit- und Fahrschule Insterburg und war auch beim Hitlerputsch beteiligt. Danach studierte er bis 1924 Landwirtschaft und Nationalökonomie an der Technischen Hochschule in München. Das Studium brach er nach dem Tod seines Vaters vorzeitig ab. Den Reichstagshandbüchern zufolge gehörte er zu einem nicht näher bestimmten Zeitpunkt dem Reiter-Regiment II als Freiwilliger an. Von 1926 bis 1928 arbeitete er als Landwirtschaftlicher Beamter.
Im Mai 1928 erwarb Otto das Gut Rosenau im Kreis Allenstein. Zum 1. Oktober 1929 trat er auch der NSDAP bei (Mitgliedsnummer 168.135). Bald darauf trat er auch der SA bei, in der den Rang eines Standartenführers für Königsberg und eines Sturmbannführers erreichte.
Im Juli 1932 wurde Otto als Kandidat seiner Partei für den Wahlkreis 1 (Ostpreußen) in den Reichstag gewählt, dem er in der Folge ohne Unterbrechung bis zum März 1936 angehörte. Daneben war er Mitglied des Kreistages und des Provinziallandtags der Provinz Ostpreußen. 
Im März 1933 stimmte Otto als Mitglied der NSDAP-Fraktion im Parlament für das Ermächtigungsgesetz, das de facto die Selbstentmachtung des Reichstages bedeutete, indem es die legislative Gewalt an die Regierung übertrug, die somit Legislative und Exekutive auf sich vereinte. Bei der „Wahl“ am 12. November 1933 – bei der nur regierungstreue Kandidaten auf einer Einheitsliste „kandidierten“ – wurde Ottos Mandat zwar verlängert, in den folgenden zweieinhalb Jahren kam ihm als „Parlamentarier“ jedoch, wie schon in den vergangenen acht Monaten, nur noch die (damals allerdings als prestigeträchtig geltende) Funktion eines Statisten bei den Auftritten Hitlers vor der Kulisse des Reichstages zu.
Am 18. Juli 1933 wurde Otto vom Landwirtschaftsminister Walter Darré auf Grund einer reichsgesetzlichen Ermächtigung zu einem „Hauptsonderbeauftragten für die Provinz Ostpreußen in allen Angelegenheiten des Aufbaues des Landstandes“, d. h. zum Landesbauernführer in Ostpreußen, ernannt. Daneben war er Mitglied des Ehrengerichts des Reichsbauernrats. 1935 legte er sein Mandat als Abgeordneter des Deutschen Reichstages nieder.
Im Zweiten Weltkrieg leistete er als Offizier im Verband des Artillerie-Regiments 11 Kriegsdienst und war später bis 1947 in sowjetischer Kriegsgefangenschaft interniert. 1948 gehörte er zu den Gründern der Landsmannschaft Ostpreußen, deren Vorstand er seit 1952 angehörte. Er baute die Heimatauskunftstelle für den Kreis Allenstein und das Ermland auf und leitete diese auch. Von 1952 bis 1961 war er ferner Kreisvertreter der Kreisgemeinschaft Allenstein-Land. 1956 wurde er geschäftsführendes Vorstandsmitglied und 1961 Bundesgeschäftsführer der Landsmannschaft Ostpreußen. Daneben war er stellvertretender Sprecher der Landsmannschaft beim Bund der Vertriebenen. Weiterhin war er langjähriger Verlagsleiter des Ostpreußenblattes.